# Tovalloleta humida

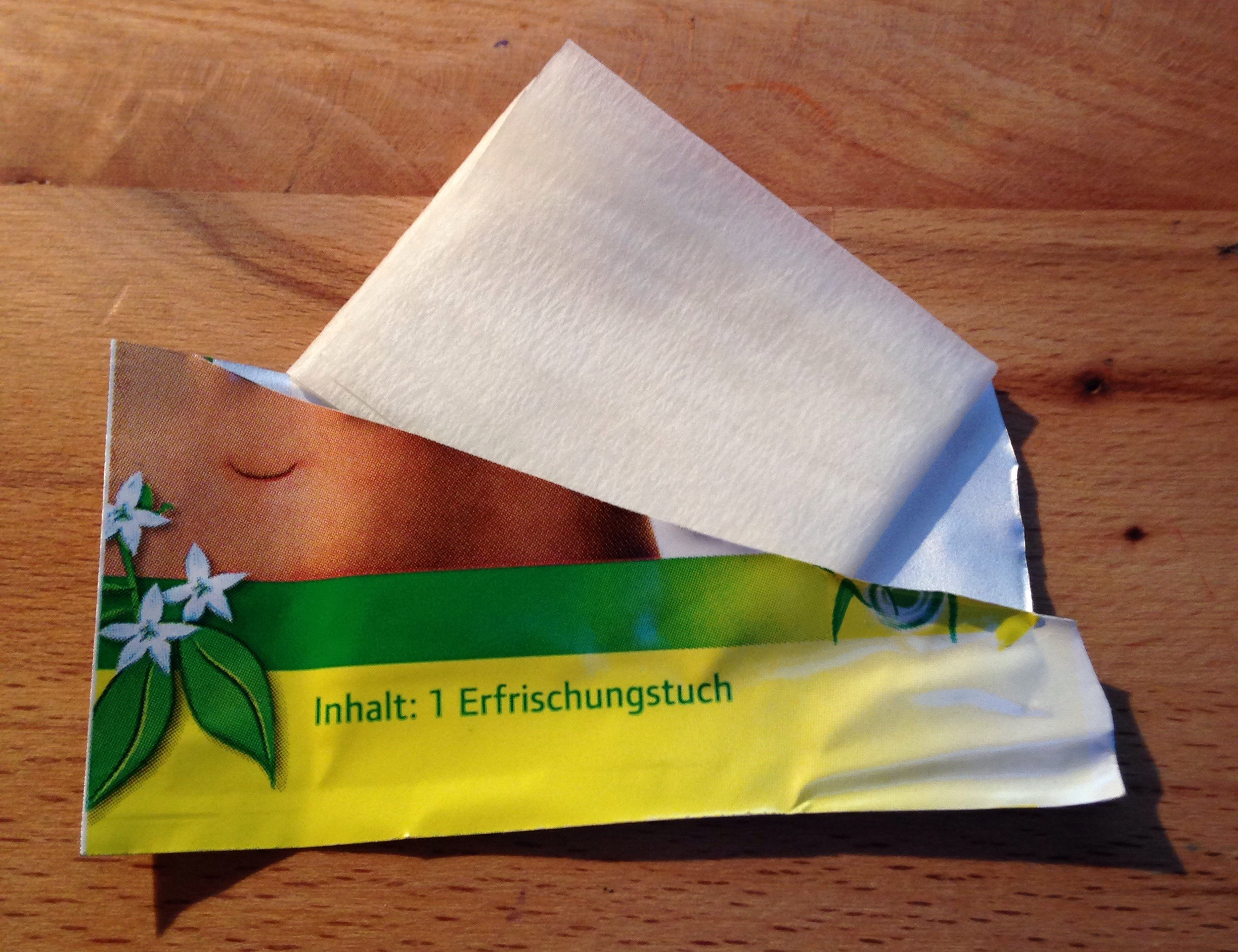
Una tovalloleta humida embolcallada individualment

Les tovalloletes o tovalloletes humides (també tovalloletes infantils, tovalloletes per a nadons, tovalloletes desinfectants, tovalloletes antisèptiques) són draps o tovallons d'un sol ús de tela no teixida impregnats d'un producte aquós i perfumat (que sovint conté alcohol) i gairebé sempre plegats i embolcallats individualment en una bossa o làmina impermeable d'alumini o altre material recoberta de plàstic, continguts sovint en capses dispensadores. Hi ha tovalloletes per a la neteja de la pell, tovalloletes netejadores (per exemple per a espolsar i tenir cura dels mobles, per a la neteja de vidres i ulleres), tovalloletes desinfectants i tovalloletes refrescants.

## Història

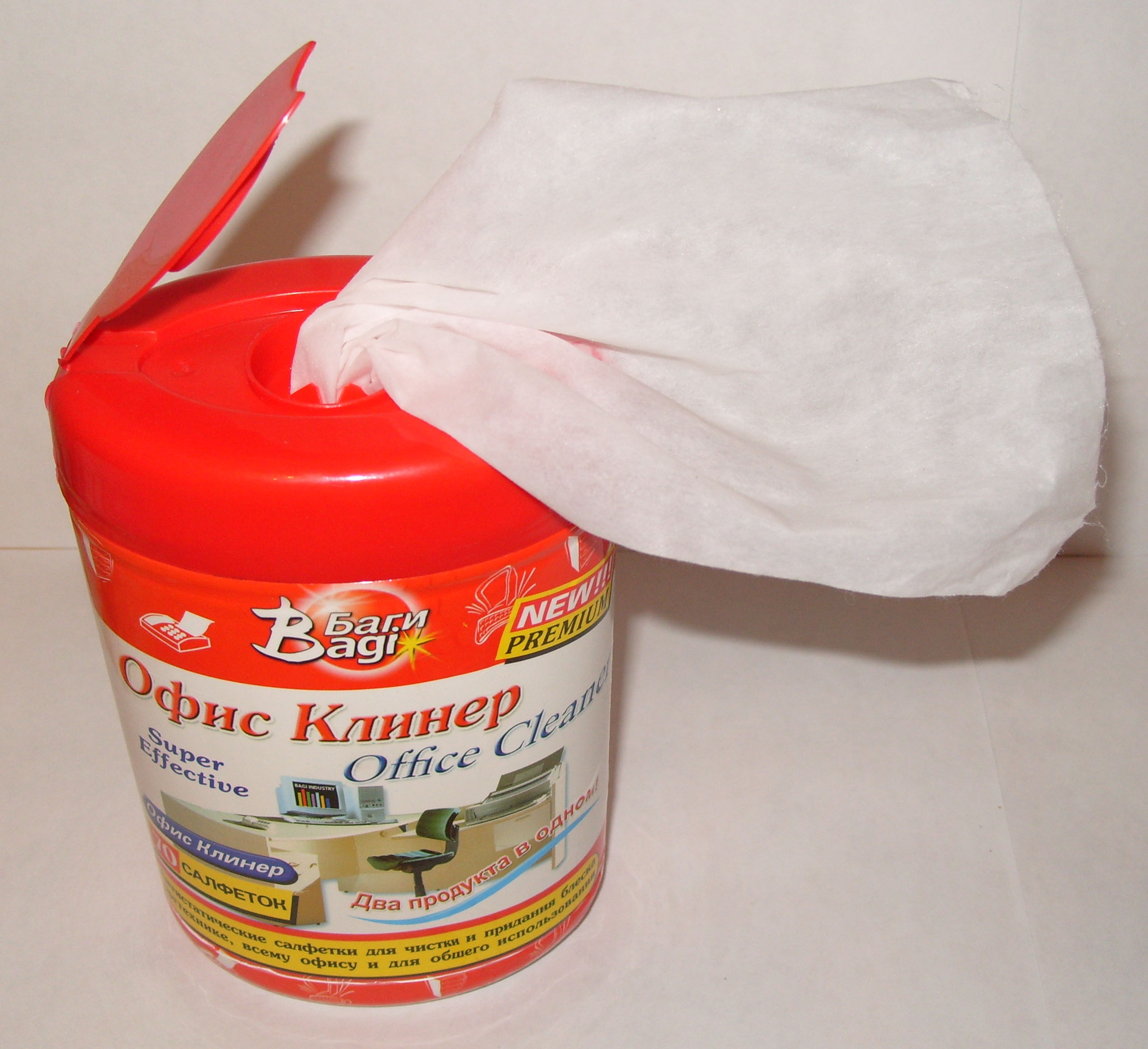
Un dispensador de tovalloletes humides

La primera tovalloleta humida, the wet nap (el drap humit), es va inventar el 1958. Va ser concebuda com un article fàcil d'usar per a les persones en moviment.

## Descripció

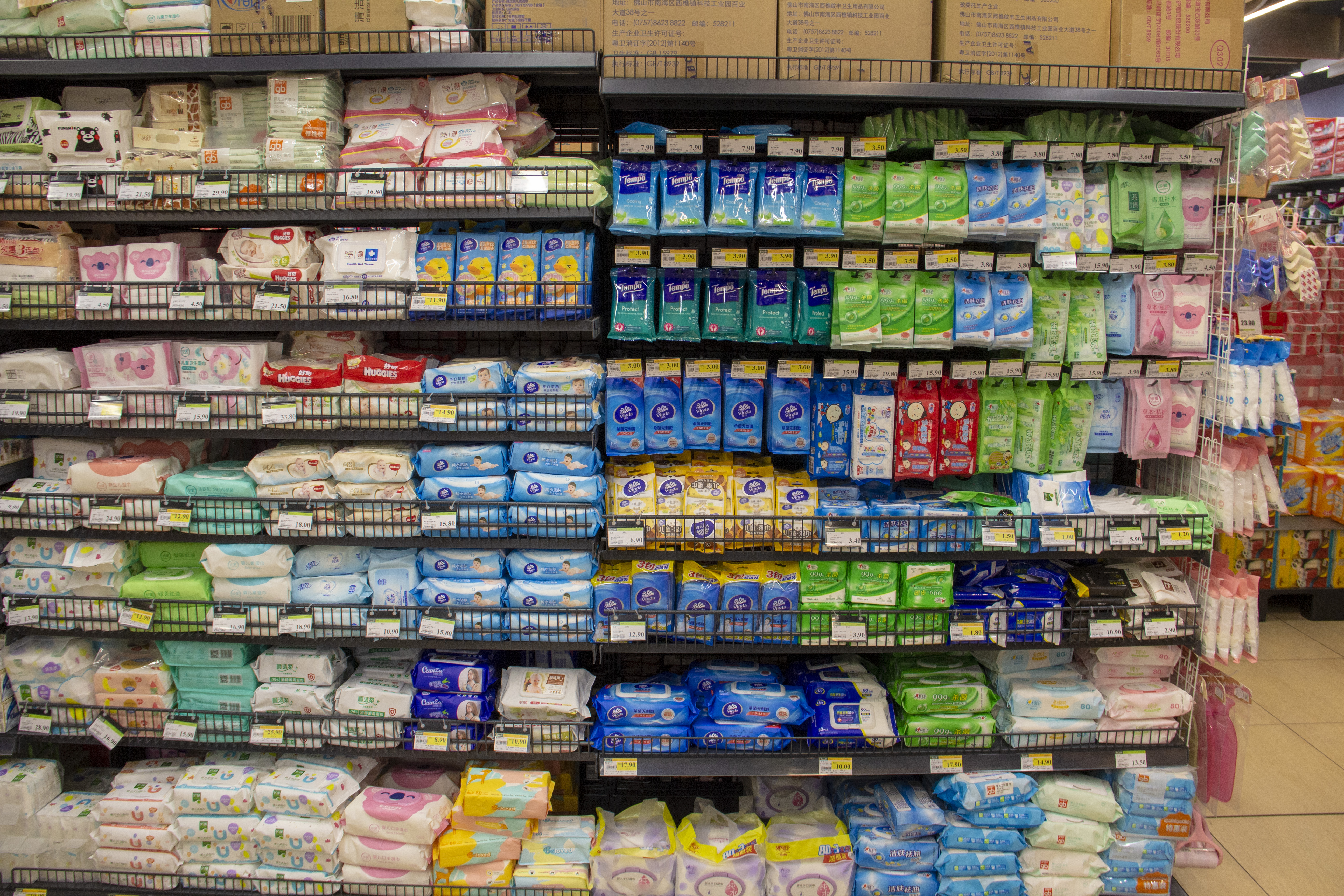
Tovalloletes humides en un prestatge

Normalment es posen a disposició dels clients als restaurants, especialment quan s'hi serveix fruits de mar, crustacis (o peix), perquè se solen escloscar amb els dits, així com amb espàrrecs i carxofes quan la mestressa de la casa convida els seus hostes a menjar-los amb els dits
També n'hi ha a bord de les companyies aèries, als casinos o també són usats entre els professionals de la salut com els metges.

## Higiene personal

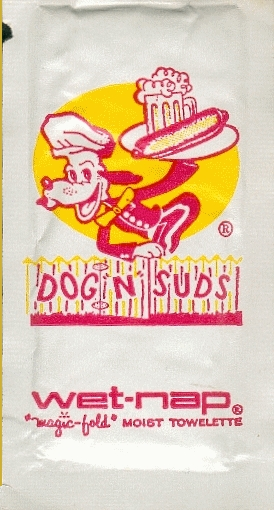

Les tovalloletes per a la neteja de la pell, la higiene o la cura del nadó o les tovalloletes humides de paper higiènic són impregnades amb loció, que sol ser formada per aigua i tensoactius, però a més d'olis, emulsionants i principis actius d'origen vegetal, també contenen conservants que protegeixen el producte de la floridura. Aquestes tovalloletes humides s'utilitzen per a la higiene personal, especialment en els desplaçaments (per exemple, quan hom viatja). Solen ser en un embalatge o capsa resegellable o individualment de manera hermètica, i es poden gitar a les escombraries domèstiques després de l'ús.
L'avantatge del paper higiènic humit o de les tovalloletes per a nadons és la neteja més fàcil i suau de la pell.

## Tovalloletes desinfectants
Existeixen tovalloletes impregnades amb una solució alcohòlica per a la desinfecció de la pell o de les superfícies. Algunes vénen en dispensadors que poden refornir-se amb recanvis. Les turundes petites amb alcohol, embalades individualment, s'utilitzen per a la desinfecció de la pell, per exemple abans d'una injecció. Un exemple de formulació d'una tovalloleta humida amb un perfum de llimona seria el següent: aigua alcohol desnaturalitzat, perfum, citral, limonè, linalol, geraniol, citronel·lol.

## Inconvenients per al medi
Les tovalloletes humides són un problema en les aigües residuals perquè, essent fetes de materials com polièster, polipropilè, viscosa, cel·lulosa o cotó, no es descomponen com el paper higiènic. Juntament amb altres components, poden formar les anomenades Fatbergs que obstrueixen embornals i estacions depuradores d'aigües residuals. Per tant, en principi les tovalloletes tan sols han de ser llençades en de les escombraries domèstiques, però ara se'n fan de biodegradables.

## Cultura popular
La tovalloleta humida és objecte de col·leccions.